# Scottsburg (Virginia)
Scottsburg es un pueblo situado en el condado de Halifax, al sur del estado de Virginia (Estados Unidos), a la orilla del río Roanoke. Según el censo de 2010 tenía una población de 119 habitantes.

## Demografía
Según el censo del 2000, Scottsburg tenía 145 habitantes, 56 viviendas, y 39 familias. La densidad de población era de 75,7 habitantes por km².
De las 56 viviendas en un 35,7%  vivían niños de menos de 18 años, en un 51,8%  vivían parejas casadas, en un 17,9% mujeres solteras, y en un 28,6% no eran unidades familiares. En el 26,8% de las viviendas  vivían personas solas el 10,7% de las cuales correspondía a personas de 65 años o más que vivían solas. El número medio de personas viviendo en cada vivienda era de 2,59 y el número medio de personas que vivían en cada familia era de 3,13.
Por edades la población se repartía de la siguiente manera: un 30,3% tenía menos de 18 años, un 6,2% entre 18 y 24, un 29,7% entre 25 y 44, un 21,4% de 45 a 60 y un 12,4% 65 años o más.
La edad media era de 34 años.  Por cada 100 mujeres de 18 o más años  había 87 hombres.
La renta media por vivienda era de 28.750$ y la renta media por familia de 25.938$. Los hombres tenían una renta media de 28.750$ mientras que las mujeres 24.583$. La renta per cápita de la población era de 15.289$. En torno al 13,3% de las familias y el 10,7% de la población estaban por debajo del umbral de pobreza.

## Localidades adyacentes
El siguiente diagrama muestra a las localidades más próximas a Scottsburg.